# Spéciale belge
Spéciale belge is een type van Belgisch amberkleurig bier van hoge gisting. De sterkte schommelt tussen de 5 en de 6% alcohol. Het biertype is vergelijkbaar met de Britse ale.
Het biertype ontstond na een in 1904 door de Unie van de Belgische Brouwers uitgeschreven wedstrijd om het lokale, dorpse bier van die tijd te veredelen zodat het de concurrentie kon aangaan met Britse, Duitse en Tsjechische importbieren. Het resultaat werd voorgesteld op de Wereldtentoonstelling van 1905 in Luik. Het succes leidde ertoe dat vele brouwers in de jaren 10 en 20 van de twintigste eeuw hun eigen versie maakten.
Hoewel de sterkte vergelijkbaar is met die van pils, is de smaak rijker, onder meer door het gebruik van gekaramelliseerde mout, mineraalrijk water en zachte aromatische hop (Saaz). Er wordt geen maïs of moutsuikers toegevoegd. Het karakter van het bier wordt in grote mate bepaald door de keuze van de giststam.
De Spéciale belge wordt door het Vlaams Centrum voor Agro- en Visserijmarketing (VLAM) erkend als streekproduct. Op 6 juli 2010 werd bij de Afdeling Duurzame Landbouwontwikkeling van het Vlaams Gewest een aanvraag ingediend tot erkenning als Beschermde Geografische Aanduiding (BGA). Dit zou op termijn kunnen leiden tot erkenning en bescherming door de Europese Unie.

## Voorbeelden
Erkend als streekproduct:
- Special De Ryck van Brouwerij De Ryck
- Bolleke van Brouwerij De Koninck
- Op-Ale van Brouwerij Affligem (vroeger De Smedt genaamd)
- Speciale Palm van Brouwerij Palm
- Tonneke van Brouwerij Contreras
- Speciale 1900 van Brouwerij Haacht

Andere bekende (en minder bekende) voorbeelden:
- Super 64 van Brasserie de Silly
- Vieux Temps van AB InBev
- Horse Ale van AB InBev
- Ginder-Ale van AB Inbev

- Tempelier van Brouwerij Corsendonk
- Spéciale Belge van Brewmine TAP
- Speciale Belge van Brouwerij Remise 56